# 斑腹弱蛛
斑腹弱蛛（学名：Leptoneta maculosa）为弱蛛科弱蛛属的动物。在中国大陆，分布于安徽、浙江等地，主要生活于洞穴、石下、落叶层、苔藓植物丛。该物种的模式产地在安徽。